# Jemen na Letnich Igrzyskach Olimpijskich 2024
Jemen na Letnich Igrzyskach Olimpijskich 2024– występ kadry sportowców reprezentujących Jemen na igrzyskach olimpijskich, które odbywają się w Paryżu we Francji, w dniach 26 lipca – 11 sierpnia 2024.
Reprezentacja Jemenu liczy czworo zawodników – trzech mężczyzn i jedna kobieta, którzy wystąpią w 4 dyscyplinach.
Jest to jedenasty start tego kraju na letnich igrzyskach olimpijskich.

## Reprezentanci

### Judo
| Zawodnik      | Konkurencja | 1/16 finału      | 1/8 finału       | Ćwierćfinał      | Półfinał         | Repasaże         | Finał / 3. miejsce | Finał / 3. miejsce | Źródła |
| Zawodnik      | Konkurencja | Przeciwnik Wynik | Przeciwnik Wynik | Przeciwnik Wynik | Przeciwnik Wynik | Przeciwnik Wynik | Przeciwnik Wynik   | Pozycja            | Źródła |
| ------------- | ----------- | ---------------- | ---------------- | ---------------- | ---------------- | ---------------- | ------------------ | ------------------ | ------ |
| Hesham Makabr | -60 kg (m)  | McKenzie P 00-10 | NQ               | NQ               | NQ               | NQ               | NQ                 | 17.                | [ 1 ]  |

### Lekkoatletyka
| Zawodnik     | Konkurencja | Eliminacje | Eliminacje | Runda 1 | Runda 1 | Półfinał | Półfinał | Finał | Finał   | Pozycja | Źródło |
| Zawodnik     | Konkurencja | Wynik      | Miejsce    | Wynik   | Miejsce | Wynik    | Miejsce  | Wynik | Miejsce | Pozycja | Źródło |
| ------------ | ----------- | ---------- | ---------- | ------- | ------- | -------- | -------- | ----- | ------- | ------- | ------ |
| Samir Elifai | 100 m (m)   | 11,54      | 8.         | NQ      | NQ      | NQ       | NQ       | NQ    | NQ      | 93.     | [ 2 ]  |

### Pływanie
| Zawodnik     | Konkurencja            | Eliminacje | Eliminacje | Półfinał | Półfinał | Finał | Finał | Źródło |
| Zawodnik     | Konkurencja            | Czas       | Poz.       | Czas     | Poz.     | Czas  | Poz.  | Źródło |
| ------------ | ---------------------- | ---------- | ---------- | -------- | -------- | ----- | ----- | ------ |
| Yusuf Nasser | 100 m st. motylkowy(m) | 1:08,72    | 40.        | NQ       | NQ       | NQ    | NQ    | [ 3 ]  |

### Strzelectwo
| Zawodnik          | Konkurencja                    | Kwalifikacje | Kwalifikacje | Finał | Finał   | Źródło |
| Zawodnik          | Konkurencja                    | Wynik        | Pozycja      | Wynik | Pozycja | Źródło |
| ----------------- | ------------------------------ | ------------ | ------------ | ----- | ------- | ------ |
| Yasameen Al-Raimi | Karabin pneumatyczny, 10 m (k) | 559          | 40.          | NQ    | NQ      | [ 4 ]  |